# 大坪寛子
大坪 寛子（おおつぼ ひろこ、1967年8月24日 - ）は、日本の医師、医学者（内科学）、厚生労働官僚。厚生労働省健康・生活衛生局長。
東京慈恵会医科大学医学部助教、国立感染症研究所血液・安全性研究部研究員、環境省総合環境政策局企画課特殊疾病対策室室長、厚生労働省医政局総務課医療安全推進室室長などを歴任した。

## 概要
内科学を専門とする医学者である。東京慈恵会医科大学に勤務し、血液安全確認システムの起ち上げなどに参画した。一時、国立感染症研究所に出向し、血液・安全性研究部で研究員を務めた。その後、厚生労働省に技官として入省し、省内の要職を歴任するとともに、環境省や内閣官房にも出向した。

## 来歴

### 生い立ち
1986年（昭和61年）、東京慈恵会医科大学に進学し、医学部の医学科にて学んだ。1992年（平成4年）、東京慈恵会医科大学を卒業した。その後2000年（平成12年）3月27日に東京慈恵会医科大学より博士（医学）の学位が授与された。

### 医学者として
大学卒業後は、母校である東京慈恵会医科大学の医学部の助教に就任した。また、血液安全確認システムの起ち上げなどに携わった。また、東京慈恵会医科大学附属病院で内科医を兼務した。2007年（平成19年）10月1日、厚生労働省の施設等機関の一つである国立感染症研究所に出向し、任期付きの研究員として血液・安全性研究部に配属された。2008年（平成20年）9月、東京慈恵会医科大学に復職した。

### 厚労官僚として

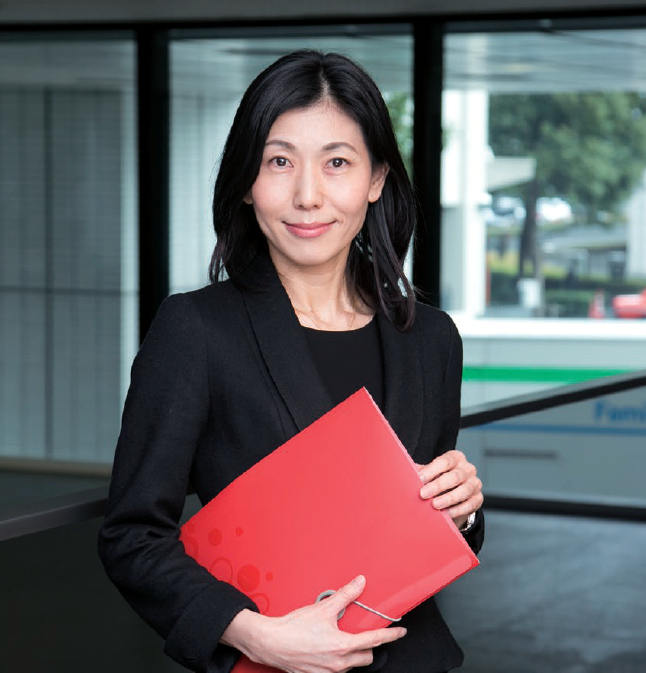
中央合同庁舎第5号館にて

その後、2008年、厚生労働省に技官として入省した。同年、厚生労働省の医薬食品局にて血液対策課に配属された。2009年（平成21年）には、厚生労働省の健康局に異動し結核感染症課に配属された。2010年（平成22年）、厚生労働省の医薬食品局にて再び血液対策課に配属された。2011年（平成23年）、環境省に出向し、総合環境政策局の企画課にて特殊疾病対策室に配属された。その後、石綿健康被害対策室に配属された。翌年、特殊疾病対策室の室長に昇任した。2013年（平成25年）、厚生労働省に戻り、医政局の総務課にて医療安全推進室の室長に就任した。
2015年（平成27年）に内閣官房に出向し、健康・医療戦略室にて参事官に就任した。2019年（令和元年）7月、厚生労働省にて大臣官房の審議官（危機管理、科学技術・イノベーション、国際調整、がん対策、国立高度専門医療研究センター担当）に就任した。また、内閣官房に設置された健康・医療戦略室にて次長を兼ね、健康医療政策の取り纏めに従事した。そのほか、内閣府にて大臣官房の審議官（科学技術・イノベーション担当）に併任されるとともに、日本医療研究開発機構・医療情報基盤担当室の室長にも併任された。
2020年 (令和2年) 4月3日付で、内閣府・内閣官房の役職の兼務を解かれる。
2020年8月、厚生労働省大臣官房審議官 (子ども家庭、少子化対策担当) に就任。
2023年7月、厚生労働省健康局長に就任。
同年9月、健康局が組織改編され、健康・生活衛生局長に就任。

## 略歴
- 1992年 - 東京慈恵会医科大学医学部卒業
- 2007年 - 国立感染症研究所血液・安全性研究部研究員[1]。
- 2008年 - 厚生労働省入省
- 2008年 - 厚生労働省医薬食品局血液対策課配属[2]。
- 2009年 - 厚生労働省健康局結核感染症課配属[2]。
- 2010年 - 厚生労働省医薬食品局血液対策課配属[2]。
- 2011年 - 環境省総合環境政策局企画課特殊疾病対策室配属[2]。
- 2011年 - 環境省総合環境政策局企画課石綿健康被害対策室配属[2]。
- 2012年 - 環境省総合環境政策局企画課特殊疾病対策室室長[2]。
- 2013年 - 厚生労働省医政局総務課医療安全推進室室長[2]。
- 2015年 - 内閣官房健康・医療戦略室参事官。
- 2019年 - 厚生労働省大臣官房審議官（危機管理、科学技術・イノベーション、国際調整、がん対策、国立高度専門医療研究センター担当）、内閣官房健康・医療戦略室次長、内閣府大臣官房審議官 (科学技術・イノベーション担当)
- 2020年 - 厚生労働省大臣官房審議官 (子ども家庭、少子化対策、災害対策担当)[10]。
- 2021年 - 厚生労働省大臣官房審議官(医政、医薬品等産業振興、精神保健医療、災害対策担当) 老健局、保険局併任、内閣府健康・医療戦略推進事務局次長、内閣府日本医療研究開発機構担当室次長。
- 2022年 - 厚生労働省大臣官房官房審議官（医政、精神保健医療担当）(老健局、保険局併任) 。
- 2023年 - 厚生労働省健康局長。
- 同年 - 厚生労働省健康・生活衛生局長。